# جوش هولدن
جوش هولدن هو لاعب هوكي الجليد كندي، ولد في 18 يناير 1978 في كالغاري في كندا.

## وصلات خارجية
- جوش هولدن على موقع دوري الهوكي الوطني (الإنجليزية)
- جوش هولدن على موقع قاعة مشاهير الهوكي (لاعب أن.إتش.أل) (الإنجليزية)
- جوش هولدن على موقع EliteProspects.com (الإنجليزية)
- جوش هولدن على موقع Eurohockey.com (الإنجليزية)
- جوش هولدن على موقع HockeyDB.com (الإنجليزية)
- جوش هولدن على موقع Hockey-Reference.com (الإنجليزية)